# Ardeadactylus longicollum
Ardeadactylus (il cui nome deriva da Ardea - che significa "airone", oltre ad essere il nome generico degli aironi - e dactylus, che significa "dito") è un genere estinto di pterosauro pterodactylide vissuto nel Giurassico superiore, circa 152 milioni di anni fa (Kimmeridgiano), i suoi resti fossili sono stati ritrovati nei calcari di Solnhofen, in Baviera, Germania. Il genere contiene una singola specie, Ardeadactylus longicollum, originariamente creduta una specie del genere Pterodactylus.

## Descrizione
L'aspetto generale dell'Ardeadactylus doveva ricordare vagamente un airone, a causa del lungo collo e delle lunghe zampe di cui era dotato. Era molto simile anche agli pterosauri del genere Pterodactylus nella forma generale del corpo, ma doveva essere più grande di questi ultimi: l'apertura alare dell'esemplare designato come neotipo è stata stimata a circa 1,45 metri (4,8 pedi), e un altro esemplare attribuito al genere e conservato nel Jura Museum di Eichstätt doveva essere ancora più grande, forse del 10% (Bennett, 2013). L'Ardeadactylus possedeva meno denti di P. antiquus, circa 15 per ogni ramo mandibolare e mascellare; i denti erano più grandi, e potrebbero indicare che questo animale predava pesci più grossi rispetto a quelli predati da Pterodactylus.

## Classificazione

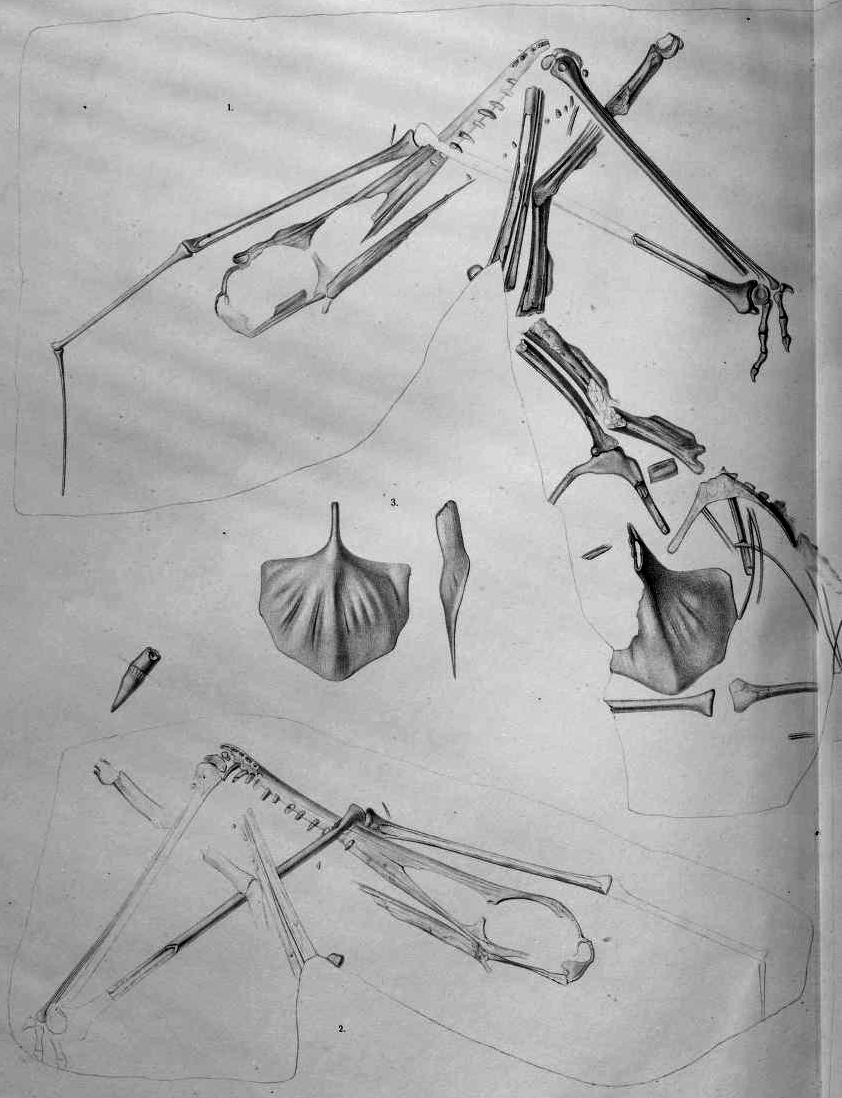
Raffigurazione dell'olotipo di A. longicollum, andato distrutto

Attualmente esistono solo due esemplari fossili di Ardeadactylus: l'esemplare SMNS 56603 (precedente SMNS 5802) ritrovato nel 1874 a Nusplingen, inizialmente interpretato come il neotipo della specie Pterodactylus suevicus Quenstedt (attualmente Cycnorhamphus), e l'esemplare JME-SOS 2428, un esemplare conservato al Museo Jura di Eichstätt. Altri esemplari conosciuti, incluso l'olotipo designato da Christian Erich Hermann von Meyer (1854) come Pterodactylus longicollum, andarono perduti durante la Seconda Guerra Mondiale. L'olotipo originale, costituito da cranio, collo e torso anteriore, era stato rinvenuto nei pressi di Eichstätt nel 1853 e venne acquistato lo stesso anno per il Herzoglich Leuchtenbergische Naturalien-Kabinett dal professor Ludwig Frischmann. La sua distruzione durante la guerra costrinse Peter Wellnhofer ad assegnare un neotipo nel 1970.

## Paleoecologia
Durante la fine di Giurassico, l'Europa era un arcipelago asciutto e tropicale ai margini del mare Tetide. Il calcare fine, in cui gli scheletri di Ardeadactylus sono stati ritrovati, è stato formato dalla calcite delle conchiglie e degli organismi marini. Le aree tedesche dove sono stati ritrovati gli esemplari di Ardeadactylus erano lagune situate tra le spiagge e le barriere coralline delle isole europee Giurasse nel Mare Tetide. I contemporanei di Ardeadactylus, includono l'avialae Archaeopteryx lithographica, il piccolo teropode Compsognathus e innumerevoli generi di pterosauri, tra cui Aerodactylus, Aurorazhdarcho, Cycnorhamphus, Rhamphorhynchus, Pterodactylus. Gli stessi sedimenti in cui sono stati ritrovati gli esemplari di Ardeadactylus hanno riportato alla luce anche diversi fossili di animali marini quali pesci, crostacei, echinodermi e molluschi marini, confermando l'habitat costiero di questo pterosauro.